# كاميلو ميخيا
كاميلو ميخيا (بالإسبانية: Camilo Mejía)‏ هو سياسي نيكاراغوي، ولد في 28 أغسطس 1975 في ماناغوا في نيكاراغوا.